# مهبد ایرانی‌طلب
مَهبد ایرانی‌طلب (متولد ۱۳۲۹، تهران) مترجم آثار فلسفی، سیاسی و ادبی است. او دارای لیسانس علوم سیاسی و فوق لیسانس روابط بین الملل از دانشکده حقوق و علوم سیاسی دانشگاه تهران است.

## آثار
- نظم‌های کهنه و نوین جهانی، نوآم چامسکی، مهبد ایرانی طلب (مترجم)، تهران: اطلاعات، ۱۳۷۵
- انسان طاغی، آلبر کامو، مهبد ایرانی طلب (مترجم)، تهران: قطره
- پیکره ماروسی، هنری میلر، مهبد ایرانی طلب (مترجم)، تهران: پرسش
- ایتان فروم، ادیت نیوبولد وارتون، مهبد ایرانی طلب (مترجم)، تهران: قطره
- داستان راسلاس، شهزاده حبشه، ساموئل جانسون، مهبد ایرانی طلب (مترجم)، تهران: قطره
- عناصر فلسفه حق، فریدریش هگل، مهبد ایرانی‌طلب (مترجم)، تهران: قطره، ۱۳۷۸
- کوره راه خرد: درآمدی به فلسفه، کارل یاسپرس، مهبد ایرانی‌طلب (مترجم)، تهران: قطره، ۱۳۷۸